# Antillobia
Antillobia is een geslacht van weekdieren uit de klasse van de Gastropoda (slakken).

## Soort
- Antillobia margalefi Altaba, 1993